# Protium tenuifolium
Protium tenuifolium är en tvåhjärtbladig växtart. Protium tenuifolium ingår i släktet Protium och familjen Burseraceae.

## Underarter
Arten delas in i följande underarter:
- P. t. mcleodii
- P. t. sessiliflorum
- P. t. tenuifolium